# Joaquín Mbomío Bacheng
Joaquín Mbomío Bacheng (n. 9 de noviembre de 1956) es un periodista y escritor ecuatoguineano.

## Biografía
Joaquín Mbomío Bacheng, de la etnia fang, nació en 1956 en Bisóbinam – Somo, en el distrito de Niefang, Región Continental de Guinea Ecuatorial. Cursó estudios primarios en Mbini y posteriormente el bachillerato en el Instituto Carlos Lwanga de Bata, ciudad en la que además se formó como Profesor de Enseñanza Media en el Centro de Desarrollo de la Educación.
Sufrió persecución durante la dictadura de Francisco Macías Nguema y fue detenido por la policía política y acusado de alta traición. Siendo aún estudiante fue llevado a la cárcel de Bata y posteriormente condenado a trabajos forzados en las plantaciones de cacao de la isla de Bioko hasta que cayó la dictadura. Fue liberado tras el Golpe de Libertad del 3 de agosto de 1979 de Teodoro Obiang Nguema. 
Recibió el indulto de las nuevas autoridades y obtuvo una beca del gobierno francés para estudiar Periodismo y Filología en Lyon. Terminó sus estudios en 1987, con Licenciatura en Ciencias de Información y Comunicación por la Universidad Jean Moulin-Lyon III, en Francia. Fue además cofundador y responsable del sector económico de la Organización Cultural de los Estudiantes de Guinea Ecuatorial en Francia (OCEGE) entre 1983 y 1986. 
Regresó a Guinea Ecuatorial en 1988 y trabajó con la agencia France-Presse y también como profesor de francés y animador cultural en el Centro Cultural Francés de Malabo.
En 1990 se trasladó definitivamente a Francia. En 1994 obtuvo el Diploma de Estudios Universitarios de Desarrollo en el Instituto Universitario de Estudios de Desarrollo de Ginebra, Suiza (1994).

## Trayectoria profesional: periodismo y literatura
Joaquín Mbomío Bacheng es periodista y colaborador de numerosos medios de comunicación, sobre todo en Francia y Suiza, países donde desarrolla su labor profesional. Ha colaborado con Radio Saint Etienne y en la agencia France-Presse, en Francia y con el diario Le courrier y la revista cultural Regaf en Suiza. Es miembro de Syndicom, el sindicato de periodistas de Suiza.
Es colaborador del CICTE (Consejo de Investigaciones, Científicas y Tecnológicas de Guinea Ecuatorial) en Ginebra desde 2005 y miembro del CRAN (Carrefour de reflexión sobre el racismo anti-negro) y la UPAF (Universidad Popular Africana de Suiza). De esta última también es cofundador. Es, además, consultor en relaciones internacionales y proyectos de desarrollo, colaborador de la Plataforma de integración cultural de Ginebra y animador en la asociación cultural Regards Africains de Ginebra.
Ha publicado tres novelas, las dos primeras bajo el sello editorial del Centro Cultural Hispano-Guineano, El párroco de Niefang (1996) y Huellas bajo tierra (1998) y la última con la editorial Mey, Matinga, sangre en la selva (2013). Huellas bajo tierra se ha publicado en Francia en 2015 con el título Malabo littoral, por la editorial Tilde.
Es cofundador de la "Semana de literatura guineoecuatoriana" que se desarrolla anualmente en la Universidad de Viena y ha celebrado cuatro ediciones anuales (2011-2015).
Ha publicado artículos y poesías en revistas culturales como "Regards africains" y "Afro swiss", en Suiza, "Contratiempo", en EE. UU., "Lettre de Reporters Frontières", en Francia, "Lettre de L’uidh", en Burkina Faso y en las revistas "El Patio" y "África 2000", que editó el Centro Cultural Hispano Guineano de Malabo, Guinea Ecuatorial.
En "Africultures" publicó el artículo Panorama littéraire en Guinée Équatoriale, un espace afroibéroaméricain en 2002.

## Obras

### Novelas
- El párroco de Niefang (Ediciones del CCH-G, 1996)[1]
- Huellas bajo tierra (Ediciones del CCH-G, 1998). Publicado en 2015 en Francia con el título Malabo littoral, por la editorial Tilde.
- Matinga, sangre en la selva[4] (Ed. Mey, 2013)
- Se fue la independencia (Ediciones en auge, 2018)

### Ensayo
- Anacleto Olo Mibuy, entre identidad guineana y pensamiento intelectual. Ediciones CICTE-PRESS, 2018.

### Antologías
- El párroco de Niefang es antologado en "Cuentos en Red", una selección de relatos en español de América Latina, Europa y África. Elaborada[5] por la Red de Centros Culturales de la Cooperación Española. (Centro Cultural de España en Asunción, 2020)

### Artículos en revistas culturales
- Regards Africains y Afro-Swiss News (Suiza)
- Contratiempo (Chicago, EE.UU)
- Lettre de Reporters Frontières (Francia)
- Lettre de L’uidh“ (Burkina Faso)
- El Patio y Africa 2000 (Centro Cultural Hispanoguineano, Guinea Ecuatorial)